# Lettres à un jeune rebelle
 (septembre 2022).
Si vous disposez d'ouvrages ou d'articles de référence ou si vous connaissez des sites web de qualité traitant du thème abordé ici, merci de compléter l'article en donnant les références utiles à sa vérifiabilité et en les liant à la section « Notes et références ».
Lettres à un jeune rebelle est un livre de Christopher Hitchens publié en 2001, et publié par Basic Books.
Inspiré par ses étudiants de The New School à New York et à la suite d'« un défi qui lui a été lancé au début de l'année 2000 », le livre est adressé directement au lecteur sous la forme d'une série de missives, ayant pour objets des positions dites rebelles, radicales, indépendantes ou dissidentes,. Hitchens y décrit ses propres méthodes pour mener un débat, en décrivant notamment le rôle de l'humour, et la façon dont la langue peut être sournoisement manipulée en vue d'attaquer ou de ridiculiser un adversaire.
Hitchens fait référence aux dissidents qui l'ont inspiré, parmi lesquels Émile Zola, Rosa Parks, George Orwell et Václav Havel. Le livre contient aussi des critiques de la religion, qu'Hitchens développera dans son livre Dieu n'est pas grand.
L'auteur s'est inspiré des Lettres à un jeune poète de Rainer Maria Rilke.